# Каменка, Борис Абрамович
Борис Абрамович Каменка (9 января 1855, Киев — до 2 апреля 1942) — купец 1-й гильдии, банкир
, коммерции-советник (1901). Один из богатейших людей России начала XX века.

## Биография
О ранних годах Бориса Каменки мало известно. Он родился в еврейской семье в Киеве, работал в различных предприятиях на юге России. Потом его дела резко пошли в гору, и вскоре он стал председателем правления Азовско-Донского банка (1910—1917).
Председатель правлений: Общества соединённых цементных заводов, Русского общества вывозной торговли.
Член правлений: Общества Токмакской железной дороги, Общества костеобжигательных заводов, страхового общества «Россия», Русского общества «Сименс-Шуккерт», Таганрогского металлургического общества, Общества цементных заводов «Цепь».
Член советов: Парижского банка для северных стран (с 1912), Съездов представителей промышленности и торговли. Член хозяйственного правления Петербургской синагоги и правления Еврейского колонизационного общества. Советник Временного правительства по финансовым вопросам.
Активно участвовал в жизни еврейского населения империи — был председателем еврейской общины в Ростове-на-Дону, членом хозяйственного управления общины в Петербурге, занимался благотворительной деятельностью по улучшению жизни евреев. Играл заметную роль в общественной сфере — через своего племянника, члена совета Азовско-Донского банка — А. И. Каминку, являвшегося членом ЦК кадетской партии, поддерживал деятельность партии «Народной свободы» и её органа — газеты «Речь». Состоял гласным Ростовской городской думы, старшиной биржевого комитета, председателем Еврейской общины, директором Ростовского отделения Императорского музыкального общества.
Выехал из России до начала Гражданской войны и вывел значительную часть капитала. Основал банк во Франции. В 1920 году находясь в Париже отклонил предложение П. Н. Врангеля занять пост министра финансов в правительстве Крыма. В эмиграции, участвовал в создании Российского торгово-промышленного союза, учреждённого в Париже в 1921 году российскими предпринимателями.
В мае 1921 выступил с докладом на съезде Представителей русской промышленности в Париже. В Париже работал администратором в Banque des Pays du Nord. Председатель Русского страхового общества в Париже (на 1923).

## Семья
- Был женат на Анастасии Яковлевне Фельдман.
- Дети: Александр (род. 1888), Михаил (род. 1889), Георгий (род. 1893), Ипполит (род. 1897), Дарья-Виталия.
- Брат — потомственный почётный гражданин, московский купец первой гильдии Исаак Абрамович Каменка (1842—12 (24) апреля 1895[3]).